# Semenivka
Semenivka o Semiónovka (en ucraïnès Семенівка, en rus Семёновка) és una vila de la província de Txerníhiv, Ucraïna. El 2021 tenia 7.952 habitants.